# Theridula
Genre
Synonymes
- Mesopneustes O. Pickard-Cambridge, 1894

Theridula est un genre d'araignées aranéomorphes de la famille des Theridiidae.

## Distribution
Les espèces de ce genre se rencontrent sur presque toutes les terres émergées sauf aux pôles.

## Liste des espèces
Selon World Spider Catalog (version 25.5, 26/11/2024) :
- Theridula aelleni (Hubert, 1970)
- Theridula albonigra Caporiacco, 1949
- Theridula casas Levi, 1954
- Theridula emertoni Levi, 1954
- Theridula faceta (O. Pickard-Cambridge, 1894)
- Theridula gonygaster (Simon, 1873)
- Theridula iriomotensis Yoshida, 2001
- Theridula multiguttata Keyserling, 1886
- Theridula nigerrima (Petrunkevitch, 1911)
- Theridula opulenta (Walckenaer, 1841)
- Theridula perlata Simon, 1889
- Theridula puebla Levi, 1954
- Theridula pulchra Berland, 1920
- Theridula sexpupillata Mello-Leitão, 1941
- Theridula zhangmuensis Hu, 2001

## Systématique et taxinomie
Ce genre a été décrit par Emerton en 1882 dans les Theridiidae.
Mesopneustes a été placé en synonymie par Simon en 1898.

## Publication originale
- Emerton, 1882 : « New England spiders of the family Theridiidae. » Transactions of the Connecticut Academy of Arts and Sciences, vol. 6, p. 1-86.